# 田沢川 (福島市)
田沢川（たざわがわ）は、福島県福島市を流れる河川であり、一級水系阿武隈川水系の一次支流である。

## 地理
福島市街地南側の蓬萊町に位置する蓬萊団地北側、福島県警察学校付近を水源とし、蓬莱団地北端、東端を南東へ流れ、田沢字沢尻にて阿武隈川へ合流する。概ね蓬莱町と田沢の大字境をなしている。蓬莱町3丁目では田沢川緑地として岸辺が都市公園として整備されている。

## 流域の自治体
福島県
- 福島市

## 主な橋梁
下流より記載
- 沢尻橋（福島市道）
- 石内橋（福島市道）

## 周辺
- 蓬莱団地
- 福島県警察学校
- 田沢川緑地
- 清沢地区体育館